# Famille Mutonis
 (avril 2025).
Motif : Notoriété non démontrée, défaut de références centrées ou semi-centrées.
- Archive Wikiwix
- Bing
- Cairn
- DuckDuckGo
- E. Universalis
- Gallica
- Google
- G. Books
- G. News
- G. Scholar
- Persée
- Qwant
- (zh) Baidu
- (ru) Yandex
- (wd) trouver des œuvres sur Wikidata

| 1. | Préciser le motif de la pose du bandeau. | Précisez le motif de la pose du bandeau en utilisant la syntaxe suivante : {{admissibilité à vérifier\|date=mai 2025\|motif=remplacez ce texte par le motif}}                        |
| 2. | Informer les utilisateurs concernés.     | Pensez à avertir le créateur de l'article, par exemple, en insérant le code ci-dessous sur sa page de discussion : {{subst:avertissement admissibilité à vérifier\|Famille Mutonis}} |

La famille Mutonis, olim Muton, ou Mouton, est une ancienne famille bourgeoise originaire du gapençais, éteinte au XVIIe siècle.

## Histoire
Importante famille de notaire de Gap, elle tient le secrétariat de l'évêché de Gap pendant plus de cinq générations et pendant plus d'un siècle et demi (1476-1635). 
Les Mutonis ont leur sépulture dans l'ancienne cathédrale de Gap.

## Personnalités
Les principales personnalités sont  :
- Pierre Mutonis, jurisconsulte, figure dans une charte de Durbon datée du 28 septembre 1317,
- Imbert Mutonis, juge de Ventimille et de Lantosque en 1372,
- Dom Pierre Mutonis, prieur de Durbon en 1357,
- Michel Mutonis, notaire, rédige les statuts du chapitre cathédrale de Gap le 07 octobre 1476,
- Pierre Mutonis, vivant en 1479, juge ordinaire de Gap, épouse Jeanne Olphi dit Galhard, puis Antoinette de Fogasse,
- Jean Mutonis, né vers 1510, notaire, greffier des cours de Gap, secrétaire de l'évêque et du chapitre de Gap,
- Jean-Benoit Mutonis, né en 1536, notaire[3], curé de Monêtier-Allemont en 1556, embrasse la religion réformée à la suite de Gabriel de Clermont, évêque et seigneur de Gap,
- Michel Mutonis, né vers 1562, notaire et consul de Gapen 1614, embrasse la réligion réformée mais secrétaire du chapitre de Gap,
- Louis Mutonis, vivant en 1674, notaire royal, consul de Gap, épouse Marthe de Philibert.

## Armes
| Image | Armoiries |
| ----- | --- |
|       | Armes: Un scorpion grimpant sur un rocher au chef chargé d'un soleil rayonnant entre deux fleurs de tulipes. - Devise : Espoir en lui. |

## Principales alliances
Les principales alliances de la famille sont :
- en Dauphiné : de Fogasse, Olphi dit Galhard, de Bernard, de Chappan, de Philibert.